# La Cuajada
La Cuajada är en ort i Mexiko.   Den ligger i kommunen Irimbo och delstaten Michoacán de Ocampo, i den södra delen av landet, 140 km väster om huvudstaden Mexico City. La Cuajada ligger 2 150 meter över havet och antalet invånare är 196.
Terrängen runt La Cuajada är kuperad. Runt La Cuajada är det ganska tätbefolkat, med 93 invånare per kvadratkilometer. Närmaste större samhälle är Ciudad Hidalgo, 11,8 km sydväst om La Cuajada. I omgivningarna runt La Cuajada växer huvudsakligen savannskog.